# 大田区立宇佐美養護学園
大田区立宇佐美養護学園（おおたくりつ うさみようごがくえん）は、かつて東京都大田区が静岡県伊東市に設置していた全寮制の公立養護学校。1983年3月閉校。健康学園としての役目は大田区立館山さざなみ学校に引き継がれた。

## 学部
- 小学3年〜6年

## 所在地
- 静岡県伊東市宇佐美町峰2163

## 沿革
- 1939年（昭和14年）7月20日 - 蒲田区が宇佐美健康学園を開設
- 1940年（昭和15年）9月15日 -宇佐美養護学園に改称
- 1944年（昭和19年）8月28日 - 閉園、羽田国民学校疎開学童寮となる
- 1945年（昭和20年）6月6日 - 羽田国民学校疎開学童寮閉鎖、東京都民生局県民寮となる
- 1946年（昭和21年）12月16日 - 東京都民生局県民寮閉鎖、蒲田区養護学校として再開
- 1947年（昭和22年）4月1日 - 大森区と蒲田区が合併したことにより、大田区立宇佐美養護学園と改称、再発足
- 1983年（昭和58年）3月31日 - 閉園